# Parachela (gấu nước)
Parachela là một bộ của ngành tardigrada và thuộc lớp Eutardigrada.

## Liên họ và họ
Bộ chứa các họ
- Eohypsiboiidea
  - Eohypsibiidae
- Hypsibioidea
  - Calohypsibiidae
  - Hypsibiidae
  - Microhypsibiidae
- Isohypsibioidea
  - Hexapodibiidae
  - Isohypsibiidae
- Macrobiotoidea
  - †Beornidae
  - Macrobiotidae
  - Necopinatidae
  - Richtersiidae
  - Murrayidae Guidetti, Rebecchi và Bertolani, 2000